# Junge Roemer
Junge Roemer — второй студийный альбом австрийского певца Фалько. Спродюсирован им совместно с музыкантом Робертом Понгером, это их второй совместный альбом после диска Einzelhaft (1982). Первый диск певца, не попавший в чарты других стран, кроме Австрии, где он занял 1 место, пробыл на этой позиции четыре недели, всего проведя в австрийских чартах 27 недель, включая одно появление в составе сборника "Falco 60" в марте 2017 года, а также 4 после переиздания в октябре 2023 года, и две после нового переиздания в апреле 2024 года. 
Единственной страной, в чьих чартах также отметился диск, спустя 39 лет после издания стала Германия. Там альбом пробыл 2 недели после переизданий 2023 и 2024 годов соответственно. 
Из всех синглов в чартах оказалась только заглавная композиция, она стала #2 в Испании, #8 в Австрии, и #24 в Швейцарии.
Падение популярности в сравнении с первым диском "Einzelhaft" 1982 года, который находился в австрийских чартах в 2 раза дольше, отсутствие ярких международных хитов, каким был "Der Kommissar", подтолкнуло певца отказаться от дальнейшего сотрудничества со своим соавтором, и больше использовать фразы на английском языке в припевах и названиях песен.
20 октября 1984 года вышел первый музыкальный фильм в мире, являющийся экранизацией альбома сольного исполнителя, под названием Helden Von Heute – Die Falco-Show. Однако к тому моменту диск уже вышел из чартов.
| Достижения диска в чартах стран: | Достижения диска в чартах стран: | Достижения диска в чартах стран: |
| -------------------------------- | -------------------------------- | -------------------------------- |
|                                  |                                  | Всего недель:                    |
| Австрия                          | 1                                | 27                               |
| Германия                         | 49                               | 2                                |

## Список композиций
1. "Junge Roemer" - 4:30
2. "Tut-Ench-Amon (Tutankhamen)" - 4:28
3. "Brillantin' Brutal'" - 3:48
4. "Ihre Tochter" - 4:27
5. "No Answer (Hallo Deutschland)" - 3:39
6. "Nur mit dir" - 4:26
7. "Hoch wie nie" - 4:21
8. "Steuermann" - 3:45
9. "Kann es Liebe sein?" - 4:07